# Kaple svatého Vladimíra (Mohelnice)
Kaple svatého Vladimíra je někdejší evangelický kostel v Mohelnici, postavený roku 1906. Byl kazatelskou stanicí farní obce Německé evangelické církve v Zábřehu na Moravě. V současné době je užíván Církví československou husitskou a českou Pravoslavnou církví.